# Баја Верде (Лече)
Баја Верде (итал. Baia Verde) је насеље у Италији у округу Лече, региону Апулија.
Према процени из 2011. у насељу је живело 94 становника. Насеље се налази на надморској висини од 1 м.